# Герман II (патриарх Константинопольский)
Патриарх Ге́рман II (греч. Πατριάρχης Γερμανός Β΄) — Константинопольский патриарх в 1222—1240.
Родился в Анаплии. До 1204 был дьяконом в Святой Софии в Константинополе. После взятия города крестоносцами удалился в монастырь около Ахирая, где и пребывал до избрания патриархом.
Был решительным сторонником утверждения главенства никейской патриархии над всеми греческими землями. Это стремление наталкивалось на активное противодействие западногреческого духовенства, во главе которого стоял архиепископ охридский Димитрий Хоматиан. Патриарх Герман вел активную письменную полемику с Хоматианом, пытаясь заставить того признать юрисдикцию Никеи. Он посылал в эпирские владения епископов, но их там не принимали.
В 1235 вместе с императором Иоанном III Дукой Ватацем утвердил автокефалию Болгарской церкви, посвятив тырновского архиепископа Иоакима (1233—1237) в патриархи Болгарии. Этим актом он выводил Болгарскую церковь из-под юрисдикции Охридской архиепископии, нанося удар по престижу непокорного Хоматиана.
Герман был автором многих антилатинских трактатов, гомилий, канонов, стихов. При этом, повинуясь воле императора, он был вынужден вести переговоры об унии с Римом (полагают, впрочем, что Иоанн Ватац дал ему гарантии того, что даже если уния и будет заключена, она останется на бумаге).
Герман II был одним из крупнейших церковных деятелей своего времени. Никифор Григора характеризует его как «умного человека, украсившего свою жизнь и словом и делом».